# نادي القادسية (السعودية)
نادي القادسية السعودي لكرة القدم هو نادٍ كرة قدم سعودي محترف، أُسس عام 1967، مقرهُ مدينة الخبر شرق السعودية يلعب  في الدوري السعودي للمحترفين وملعبه هو ملعب الأمير سعود بن جلوي. يلقب النادي من قبل مشجعية بنو قادس ويعد من أبرز أندية المنطقة الشرقية والسعودية يعود تاريخ النادي لبدايات كرة القدم في المنطقة الشرقية في عام 1935م الذي بدأ بأندية أسسها عمال وموظفين أرامكو من أبناء الخبر. والقادسية هو نتاج دمج أندية الخبر  العريقة ولا ينفصل تأسيسه عن تأسيسها.

## تاريخه
يعود تاريخ النادي لبدايات كرة القدم في المنطقة الشرقية في عام 1935م الذي بدأ بأندية أسسها عمال وموظفين أرامكو من أبناء الخبر. والقادسية هو نتاج دمج أندية الخبر العريقة ولا ينفصل تأسيسه عن تأسيسها، ولمعرفة التأسيس لابد من سرد تاريخ نشوء كرة القدم في مدينة الخبر وأيضاً على مستوى المنطقة الشرقية.
يعود تاريخ نشأة الحركة الرياضية في مدينة الخبر إلى عام 1935 عندما أنشئ أول فريق رياضي لكرة القدم هو الفريق الأهلي وقد جاء تأسيس هذا الفريق ثمرة جهود بعض الشباب من أبناء الخبر الذين كانوا يعملون في أرامكو آنذاك، وبعد مضي نحو ثماني أعوام وبالتحديد في عام 1943 تحول اسم الفريق الأهلي لكرة القدم إلى فريق الهلال، وعلى إثر ذلك تزايد أعضاء فريق الهلال مما أدى إلى تكوين فريق آخر هو فريق النهضة عام 1946م، وأستمر التنافس الشريف بين هذين الفريقين (الهلال) و (النهضة) مما أدى إلى رواج لعبة كرة القدم وانتشارها في الخبر، وبعد ذلك تحول اسم (فريق النهضة) إلى فريق (الاتحاد) ونشأت فيما بعد فرق أخرى لكرة القدم هي (الشباب) (الأهلي) (النجاح) (الشرار) (النهضة) بالإضافة إلى فريقي (الاتحاد) و (الهلال). استمرت هذه الفرق في مزاولة نشاطها الرياضي لفترة تناهز العشر سنوات، ثم صدرت الأوامر الرسمية بدمج الفرق هذه في فريقين هما (نادي الشعلة) و (نادي الوحدة) بالخبر وكان نادي الشعلة يضم فرق الشباب والاتحاد والهلال بينما كان نادي الوحدة يضم فرق الأهلي والنهضة والنجاح.
في أعقاب تأسيس الرئاسة العامة لرعاية الشباب (وزارة الرياضة) حاليا صدرت الأوامر الرسمية بدمج نادي الشعلة ونادي الوحدة سنة 1387هـ الموافق 1967 م في نادٍ واحد هو نادي القادسية.

## سبب التسمية
تم تسمية النادي بهذا الاسم نسبة إلى معركة القادسية التي وقعت في العراق وهي تبعد عن الكوفة خمسة عشر فرسخاً وتدعى اليوم بمحافظة الديوانية وقد وقعت بين جيش العرب والمسلمين بقيادة (سعد بن أبي وقاص) وجيش الفرس بقيادة (رستم) في يوم (2) من شهر محرم (سنة 14هـ).

## فلسفة الشعار
يتكون شعار نادي القادسية من اللونين الأحمر والأصفر فالأحمر يرمز للتضحية والبذل من أجل هذا الشعار ومن أجل الغاية المرجوة، والأصفر يعني الحصاد والراحة بعد الجهد مما يذكرنا بدورة الحياة والأمل، وللعلم فإن اختيار هذين اللونين نجم عن اندماج نادي الشعلة الذي كان شعاره اللون الأحمر والأصفر مع نادي الوحدة الذي كان شعاره اللون الأحمر والأبيض... حيث أخذ الأحمر من الوحدة والأصفر من الشعلة فكان الناتج شعار القادسية الأحمر والأصفر وسيف يحتضنه جناحان ينطلقان في الآفاق على قاعدة أساسية، وترمز الدوائر الخمس التي تمثل القارات الخمس إلى الرياضة وكذلك ارتباط نشاطات النادي والعابه ارتباطا محكما سويا وتداخلها مع بعضها البعض.
وهناك شعارات أخرى حديثة كفارس يمتطي حصاناٌ حاملاً رمحه عالياً وبالخلفية كرة قدم يتوسط داخل درع مكون من اللون الأحمر والأصفر وتمثيلاً وتيمناً بأحد ألقابه «فارس الشرقية».

## الثمانينات
كان الفريق القدساوي بالثمانينات يسمى بفريق النجوم نتيجة تواجد لاعبيين كبار كسعود جاسم ووجدي مبارك ومحمد الفرحان وخالد الدوسري وأحمد البيشي وفريد المعيدي وغيرهم، ورغم أن الفريق لم يحقق أي بطولة الا انه استطاع الحصول على المركز الثالث في الدوري عام 1981، والوصول لنصف نهائي كاس الملك مرتين كما قدم للمنتخب نجوم لامعة ابرزها سعود جاسم صاحب أول هدف سعودي في تصفيات كاس العالم وأحمد البيشي وخالد الدوسري وحمد الدوسري ووجدي مبارك ومحمد الفرحان ورؤوف الصغيًر وعبد الرحمن بورشيد ولوئي السبيعي وصالح القنبر ووليد الباز وعبد الله شريده.

## العصر الذهبي
قام (احمد الزامل) بتقديم استقالته من رئاسة النادي بعد ان بنى فريق قوي قادر على المنافسة ويملك لاعبيين من طراز عالي ليتولى علي بادغيش (الرئيس الذهبي) رئاسة النادي تمكن بادغيش (الرئيس الذهبي) من تحويل النادي من فرق الوسط إلى منافس كبير على البطولات في وقت قصير تمكن الفريق القدساوي من تحقيق بطولة ولي العهد كأول بطولة (منذ بداية الدوري الممتاز) في تاريخ النادي بعد تخطيه الشباب في الرياض عام 1992 وتمكن بنفس العام من الوصول لنهائي كأس الاتحاد السعودي وخسره بركلات الترجيح امام الهلال بعد أن تصدى عبد الله الدعيع لركلة اللاعب محمد الفرحان.تاهل إلى بطولة كأس الكؤوس الآسيوية كحامل للقب الكأس واحرزها كاول نادي سعودي وعربي بعد فوزه على فريق جنوب الصين 4-2 في هونج كونغ و2-0 في الخبر.وكان القادسية قد واجه العربي القطري أقوى الفرق القطرية وقتها في نصف النهائي وتجاوزه بهدف بالخبر وتعادل معه بالدوحة وفي عام 1994 تخطى القادسية فريق الأهلي بهدف خوزيه كارلوس في نصف نهائي بطولة الاتحاد السعودي ليقابل النصر بالخبر وتمكن الفريق القدساوي ان يحقق تطلعات أبناء الخبر بانتصاره بهدفين دون رد محرزا كاس الاتحاد السعودي وفي ذات العام احتل الفريق القدساوي المركز الثاني في البطولة العربية استقال علي بادغيش (الرئيس الذهبي) بعد كثرة الضغوط الشرفية والاعلامية عليه بعد أن أصبح النادي مديوناً في صيف عام 1995 لينتهي عصر القادسية الذهبي.

## هبوط النادي
تولى عبد العزيز الحوطي رئاسة النادي لفترة وجيزة محاولا تدارك الوضع فباع عدد من اللاعبين لكي يسد دين النادي فهبط الفريق القدساوي للدرجة الأولى عام 1997 لأول مرة في تاريخه. في عام 1998 تم تكليف جاسم الياقوت بإدارة النادي. كاد القادسية ان يصعد للممتاز إلا أن تعادله مع نادي الأنصار بنتيجة 1-1 اضاعت طموحاته وهنا اتخذ الياقوت قرار جريء بتجديد كامل للفريق القدساوي وتولى تدريب الفريق المدرب الوطني خالد مبارك تمكن الياقوت من تحقيق كاس الاتحاد السعودي للدرجة الأولى ولكن في الدوري خاض الفريق موسم صعب بعد صراعه على الهبوط للدرجة الثانية ونجى في اخر جولة. تمكن الياقوت من قيادة النادي موسم 1999/ 2000 للصعود للممتاز بعد فوزه على الخليج إلا أن العودة كانت خجولة فهبط النادي من جديد ولكن النادي بنى جيل جديد من اللاعبين يملكون إمكانيات كبيرة جداً. و في عام 2023 نافس للهبوط لي الدرجة الثانية لكن استطاع البقاء في دوري الدرجة الأول بصعوبة

## عودة القادسية
- تمكن فريق القادسية من العودة لموقعه الطبيعي بين الكبار عام 2002.
- في موسم 2003 قام القادسية ببيع سعيد الودعاني وسعود كريري مقابل 17 مليون ريال
- في عام 2005 وصل القادسية لنهائي ولي العهد ولكنه خسره من الهلال
- موسم 2005 شهد بيع القادسية عقد لاعبه ياسر القحطاني بمبلغ 26 مليون ريال لنادي الهلال.

## أزمة الهبوط
بدأ القادسية يتعثر بالدوري نتيجة عدم وجود البدلاء للاعبيين الراحليين وشهد موسم 2006 إقامة انتخابات رئاسية بين جاسم الياقوت وعلي بادغيش كسبها الأول وادت هذه النتائج إلى تمزيق جسد القادسية وعدم التوافق على النادي مما أثر على الفريق
نجى القادسية عام 2007 من الهبوط باعجوبة لكنه هبط عام 2008 بعدما سحب المنتخب نصف أساسيوا الفريق ولم يؤجل الاتحاد السعودي أي مباراة للقادسية مما أدى إلى ضياع نقاط كثيرة في الدور الأول وبداية الدور الثاني
استقالت الإدارة القدساوية تحت الضغوط الكبيرة من أبناء الخبر بعد الهبوط.

## تشكيلة الفريق الحالية
مصدر
ملاحظة: تشير الأعلام إلى المنتخب بحسب قواعد الأهلية المعتمدة من قبل الفيفا؛ تنطبق بعض الاستثناءات المحدودة. وقد يحمل اللاعبون أكثر من جنسية لا تعترف بها الفيفا.
| الرقم | البلد      | المركز | اللاعب                 |
| ----- | ---------- | ------ | ---------------------- |
| 1     | بلجيكا     | حارس   | كوين كاستيلس           |
| 2     | السعودية   | مدافع  | محمد أبو الشامات       |
| 4     | السعودية   | مدافع  | جهاد ذكري              |
| 5     | الأرجنتين  | وسط    | إيزيكيل فرنانديز       |
| 6     | إسبانيا    | مدافع  | ناتشو                  |
| 7     | السعودية   | وسط    | تركي العمار            |
| 8     | الأوروغواي | وسط    | ناهيتان نانديز         |
| 10    | الغابون    | مهاجم  | بيير إيميريك أوباميانغ |
| 11    | السعودية   | وسط    | علي هزازي              |
| 12    | السعودية   | مدافع  | محمد الشنقيطي          |
| 14    | السعودية   | مهاجم  | سيف رشاد U19           |
| 15    | السعودية   | وسط    | حسين القحطاني          |
| 16    | السعودية   | وسط    | جاذوب مسلط U19         |
| 17    | الأوروغواي | مدافع  | غاستون ألفاريز         |
| 18    | السعودية   | مهاجم  | هيثم عسيري             |
| 21    | السعودية   | وسط    | نايف الغامدي U19       |

| الرقم | البلد    | المركز | اللاعب                               |
| ----- | -------- | ------ | ------------------------------------ |
| 23    | السعودية | مدافع  | عبد الله حسون                        |
| 24    | السعودية | مدافع  | محمد قاسم                            |
| 25    | السعودية | حارس   | عبد العزيز العويرضي (معار من الرياض) |
| 28    | السعودية | حارس   | أحمد الكسار                          |
| 30    | إسبانيا  | وسط    | إيكر ألمينا                          |
| 33    | المكسيك  | مهاجم  | خوليان كينيونيس                      |
| 39    | السعودية | وسط    | عبد الرحمن الدوسري                   |
| 40    | السعودية | وسط    | إبراهيم محنشي                        |
| 49    | إسبانيا  | مدافع  | اليخاندرو فارغاس U19                 |
| 66    | السعودية | مهاجم  | عبد العزيز العثمان                   |
| 77    | السعودية | مدافع  | نواف الأنصاري U19                    |
| 87    | السعودية | مدافع  | قاسم لاجامي                          |
| 88    | إسبانيا  | وسط    | كاميرون بويرتاس                      |
| 96    | السعودية | وسط    | حسين النطار                          |
| 99    | السعودية | حارس   | محمد آل إبراهيم U19                  |

### لاعبين غير مسجلين
ملاحظة: تشير الأعلام إلى المنتخب بحسب قواعد الأهلية المعتمدة من قبل الفيفا؛ تنطبق بعض الاستثناءات المحدودة. وقد يحمل اللاعبون أكثر من جنسية لا تعترف بها الفيفا.
| الرقم | البلد    | المركز | اللاعب      |
| ----- | -------- | ------ | ----------- |
| 35    | السعودية | وسط    | سلمان مساوي |

| الرقم | البلد    | المركز | اللاعب    |
| ----- | -------- | ------ | --------- |
| --    | السعودية | وسط    | يحيى غروي |

### المعارون
ملاحظة: تشير الأعلام إلى المنتخب بحسب قواعد الأهلية المعتمدة من قبل الفيفا؛ تنطبق بعض الاستثناءات المحدودة. وقد يحمل اللاعبون أكثر من جنسية لا تعترف بها الفيفا.
| الرقم | البلد    | المركز | اللاعب                            |
| ----- | -------- | ------ | --------------------------------- |
| 13    | السعودية | مدافع  | طاهر وادي (معار إلى نادي الدرعية) |
| 29    | السعودية | وسط    | محمد المري (معار إلى نادي الطائي) |
| 47    | السعودية | وسط    | بدر العمير (معار إلى نادي الباطن) |

| الرقم | البلد    | المركز | اللاعب                                   |
| ----- | -------- | ------ | ---------------------------------------- |
| 55    | السعودية | مدافع  | موسى الحربي (معار إلى نادي الجبلين)      |
| --    | إسبانيا  | مدافع  | كارلوس خيمينيز (معار إلى نادي فياريال ب) |
| --    | السعودية | وسط    | نافع السميري (معار إلى نادي الروضة)      |

## انجازات النادي في كرة القدم
1- بطولة كاس ولي العهد - 1992 
2- بطولة كاس الكؤوس الاسيوية - 1994 
3- كأس الاتحاد السعودي - 1994 
- [6]

## المدربون
| - علي سيد أحمد الشيخ (1969-1971) - خليل الزياني (1992-1993) - يان بيفارنيك (1993-1994) - كارلوس روبيرتو كابرال (1999-2001) - أحمد العجلاني (2001-2003) - يوسف الزواوي (2003) - يان بيفارنيك (2003-2004) - أحمد العجلاني (2004-2005) - عبد الرزاق الشابي (1 أكتوبر 2008 - 12 مايو 2009) - دانيال لاناتا (26 يونيو 2009- 29 أغسطس 2009) - عمار السويح (29 أغسطس 2009 - 27 نوفمبر 2009) - ديميتار ديميتروف (9 ديسمبر 2009 - 1 يونيو 2011) - ماريانو باريتو (6 يونيو 2011- 11 فبراير 2013) - ملادن فرانتشيش (11 فبراير 2013 - 4 مايو 2013) - عبد الرزاق الشابي (7 أغسطس 2013 - 10 فبراير 2014) - عمر باخشوين (13 فبراير 2014 - 2 مارس 2014) - جيوكو هادزيفسكي (27 مايو 2014 - 12 أكتوبر 2014) - جميل قاسم (20 أكتوبر 2014 - 30 أكتوبر 2015) - ألكسندر غالو (30 أكتوبر 2015 - 29 يناير 2016) - حمد الدوسري (29 يناير 2016 - 29 أكتوبر 2016) - هيليو دوس أنجوس (9 نوفمبر 2016 - 22 أبريل 2017) - ناصيف البياوي (16 يونيو 2017 - 2 نوفمبر 2017) - بندر باصريح (5 فبراير 2018 - 13 أبريل 2018) - ألكسندر ستانوفيتش (23 مايو 2018 - 4 نوفمبر 2018) - ايفاييلو بيتيف (11 نوفمبر 2018 - 10 مارس 2019) - بندر باصريح (10 مارس 2019 - 22 أبريل 2019) - ناصيف البياوي (22 أبريل 2019 - 16 مايو 2019) - يوسف المناعي (28 يونيو 2019 - 7 يونيو 2021 ) - محمد دحمان (2 يوليو 2021 - 24 ديسمبر 2021 ) - الكسندر اليتش (8 يناير 2022 - 1 يونيو 2022) - خالدالعطوي (18 يونيو 2022 - 22 سبتمبر 2022) - الحبيب بن رمضان ( 22 سبتمبر 2022 - 17 أبريل 2023 ) - يوسف الغدير (17 أبريل 2023 - 31 مايو 2023 ) - روبي فولير (29 يونيو 2023 - 26 أكتوبر 2023) - ميشيل (27 أكتوبر 2023 - حتى الآن |

## وصلات خارجية
- منتدى القادسية الرسمي